# Canal 6 (Costa Rica)
Canal 6 (anteriormente Telecentro) es una estación de televisión abierta costarricense, propiedad y operado por Repretel. Es la emisora insignia del grupo de medios. Además de producir programación propia, retransmite los contenidos de TelevisaUnivision y TV Azteca.

## Historia
El Canal 6 fue fundado el 12 de septiembre de 1965 por un grupo de inversionistas costarricenses y panameños encabezados por Mario Sotela Pacheco, siendo el segundo canal de televisión de sociedad privada en el país. El canal de televisión fue lanzada comercialmente como Telecentro Canal 6, con una programación orientada a la familia con la emisión de noticias, programas de variedades, películas y series enlatadas.
Durante la existencia del canal 6 bajo el nombre de Telecentro, existieron varios programas que quedaron en la memoria de los costarricenses como Chispitas del Saber, Vida en la Tierra, el Club Millonario Phillips de Carlos Alberto Patiño, La Gran Subasta del 6, TV6 Noticias y Notiseis, entre otros.
En 1990, Telecentro Canal 6 celebró su 25° aniversario con cambios en su programación y la creación de un nuevo telenoticiero, TV6 Noticias. Además de la creación de canales adicionales en servicio UHF: el canal 26 para la Zona Norte y los canales 26, 32 y 43 para la Zona Sur del país.
Tras la muerte de Mario Sotela Pacheco, Canal 6 se mantuvo en propiedad de la familia del fundador. Los Sotela-Blen sostuvieron la televisora hasta que pasaron por diferentes crisis económicas que llevan a la familia a alquiler el canal a Representaciones Televisivas, S.A. (Repretel), de Ángel González, por un plazo de 20 años.
En 1995, Telecentro Canal 6 fue comprado por Repretel. El informativo pasó a llamarse como Noticias Repretel en enero de 1998; se crearon diferentes programas como el matinal Esta Mañana (más tarde se evoluciona como Giros); la exhibición de diferentes programas extranjeros como series americanas, telenovelas de Televisa y Venevisión y programas de la cadena Univisión.
El año 2000, se estrena el programa de concursos "A Todo Dar" en donde la audiencia de Canal 6 se vuelve a incrementar, programa duró en el índice de audiencia nacional como número uno durante casi 5 años, a pesar de las grandes críticas que enfrentaba.
Tras la venta del Canal 9 por parte de Repretel, el Canal 6 se convirtió en la televisora principal de la empresa. En 2018, Repretel se convierte en dueño absoluto del Canal 6, tras el plazo de alquiler de la frecuencia por la familia Sotela Blen. Actualmente su programación contiene la emisión de variedades, telenovelas latinoamericanas y Turcas, películas, enlatados, series, entre otros. Transmite en TDT a través del canal 6.1.
Desde el 29 de febrero de 2020 Repretel transmite la Primera División de Costa Rica en exclusiva para Televisión por Cable mediante la plataforma FUTV.

## Programación
Canal 6 es la principal estación de Grupo Repretel, entre su programación destacan su noticiero principal Noticias Repretel y la revista matutina Giros y producciones de TelevisaUnivision y diferentes series y producciones cinematográficas.
Además transmite diversos eventos deportivos de diferentes competiciones de Concacaf, Copa América, Juegos Olímpicos y partidos oficiales y amistosos internacionales de la Selección Nacional de Costa Rica.